# Richard Alber
Richard Alber (* 19. April 1893 in Stuttgart; † 13. Juni 1962 in Langenargen am Bodensee) war von 1938 bis 1944 Landrat des Landkreises Münsingen. 

## Leben
Der Sohn eines Postbeamten machte 1911 in Stuttgart sein Abitur und begann danach ein Jurastudium in Tübingen und Berlin. Während seines Studiums wurde er 1911 Mitglied der Tübinger Königsgesellschaft Roigel (1933–1935 Burschenschaft Roigel Tübingen). 1914 meldete er sich freiwillig zum Militär und kämpfte im Ersten Weltkrieg an der Westfront. Nach dem Krieg war er zuerst Angehöriger eines Freikorps, dann setzte er das Studium fort und legte 1920 sein erstes Staatsexamen und 1922 die höhere Justizdienstprüfung ab. 1923 wurde Richard Alber Amtmann beim Oberamt Marbach und 1926 beim Oberamt Mergentheim. Nach Stationen in Künzelsau, Crailsheim und Ulm wurde er 1933 Amtsverweser beim Oberamt Laupheim und 1934 dort Landrat. 1934 war er der NSDAP beigetreten (Mitgliedsnummer 3.584.595) und er hatte sich auch der SA angeschlossen. 1938 wechselte er als Landrat zum Landratsamt Münsingen.
Am 13. Oktober 1939 verfügte er die Räumung von Schloss Grafeneck, das am Folgetag „für Zwecke des Reiches“ offiziell beschlagnahmt wurde und bis Januar 1940 zur Tötungsanstalt Grafeneck umfunktioniert wurde. 1944 wurde Alber aufgrund von Untergrabung des nationalsozialistischen Regimes von seinem Posten enthoben und flüchtete nach einem vorgetäuschten Selbstmord in die Schweiz, um seiner Ermordung durch die Nazis zu entgehen. Infolgedessen überstand er trotz früherer Mitgliedschaft in verschiedenen Parteiorganisationen die Entnazifizierung und konnte ab 1945 wieder als Angestellter im Staatsdienst tätig sein. Vom 1. August 1945 bei 28. März 1946 war Alber kommissarischer Landrat in Münsingen. 1946 versetzte man ihn nach Tübingen. Zuletzt war er als Regierungsdirektor beim Landesamt für Flurbereinigung und Siedlung in Ludwigsburg tätig. 1959 trat er in den Ruhestand.